# Malcolm Brown (jornalista australiano)
Malcolm Craig Brown (Dubbo, 29 de maio de 1947) é um jornalista australiano, editor e co-autor de livros sobre crimes, ciências forenses, desastres e a Guerra do Vietnã. 

## Biografia
Brown nasceu em Dubbo, Nova Gales do Sul, e foi o segundo filho de um advogado, Samuel Brown, e neto de um ministro metodista, o reverendo EE Hynes. Ele foi educado em escolas estaduais em Dubbo antes de frequentar o Newington College, Sydney, como internato em 1963 e 1964. O pai de Brown havia ensinado em Newington (1932-1939) antes de se tornar advogado e seu avô era capelão em Newington enquanto servia na paróquia de Stanmore. Em 1965, Brown ingressou na Universidade de Sydney para estudar direito e residia no Wesley College até 1968, quando saiu da Universidade e se tornou jornalista cadete no jornal Dubbo, The Daily Liberal.

## Serviço militar
Brown foi convocado para o Serviço Nacional no ano seguinte e depois que a Escola de Treinamento para Oficiais se formou como segundo tenente. Serviu como comandante de pelotão do Terceiro Batalhão de Treinamento em Singleton, Nova Gales do Sul.

## Carreira de escritor
Brown ingressou na equipe do Sydney Morning Herald em 1972 e se aposentou em 30 de agosto de 2012 como escritor e editor sênior. Ele cobriu o caso de Azaria Chamberlain para o The Herald. A Australian Story da ABC TV cobriu sua carreira em 29 de outubro de 2012 em um episódio intitulado "Um homem de sua palavra".

## Publicações
- You're leaving tomorrow: conscripts and correspondents caught up in the Vietnam War (Nth Syd, Random House 2007) ISBN 978-1-74166-581-9
- Cold Blooded Murder: true crimes that rocked Australia  (Syd, Lothian 2006) ISBN 0-7344-0961-3
- Australia's Worst Disasters (Sth Melb, Lothian 2002) ISBN 0-7344-0338-0
- Bombs, Guns and Knives: violent crime in Australia (Syd, New Holland 2000) ISBN 1-86436-668-0
- Australian Crime: chilling tales of our time (Syd, Lansdowne 1993, 1995, 2001, 2004) ISBN 1-86302-312-7
- Rorting: the great Australian crime (Syd, Lansdowne 1999) ISBN 1-86302-605-3
- Justice and Nightmares: successes and failures of forensic science in Australia and New Zealand (Syd, University of New South Wales Press 1992) ISBN 0-86840-061-0